# 돈 스테일리 커뮤니티 리더십 어워드
돈 스테일리 커뮤니티 리더십 어워드(영어: Dawn Staley Community Leadership Award)은 WNBA가 주는 상이다.

## 수상자 목록
| 시즌 | 수상자                 | 소속 팀               |
| ---- | ---------------------- | --------------------- |
| 2008 | 타미카 캐칭스          | 인디애나 피버         |
| 2009 | 타미카 윌리엄스        | 코네티컷 선           |
| 2010 | 샤미크 홀즈클로        | 샌안토니오 실버스타스 |
| 2011 | 차드 휴스턴            | 미네소타 링크스       |
| 2012 | 티나 찰스              | 코네티컷 선           |
| 2013 | 카라 로슨              | 코네티컷 선           |
| 2014 | 엘레나 델레 도네       | 시카고 스카이         |
| 2015 | 엘레나 델레 도네       | 시카고 스카이         |
| 2016 | 타미카 캐칭스          | 인디애나 피버         |
| 2017 | 아이보리 라타          | 워싱턴 미스틱스       |
| 2018 | 스카일러 디긴스-스미스 | 댈러스 윙스           |
| 2019 | 나타샤 클라우드        | 워싱턴 미스틱스       |
| 2020 | 나탈리 어천와          | 인디애나 피버         |
| 2021 | 수상자 없음            | 수상자 없음           |
| 2022 | 베트니자 라니-해밀턴   | 뉴욕 리버티           |
| 2023 | 켈시 미첼              | 인디애나 피버         |